# Julio Terrazas Sandoval
Julio Terrazas Sandoval (ur. 7 marca 1936 w Vallegrande, zm. 9 grudnia 2015 w Santa Cruz) – boliwijski duchowny katolicki, arcybiskup Santa Cruz de la Sierra, kardynał.

## Życiorys
W 1952 wstąpił do zakonu redemptorystów (Kongregacja Najświętszego Odkupiciela, CSsR) w Chile. Kształcił się w szkołach zakonnych w chilijskim San Bernardo, argentyńskim Salta (w 1957 złożył śluby), argentyńskiej Cordobie (studiował filozofię i teologię). W dziedzinie duszpasterstwa społecznego kształcił się na uniwersytecie EMACAS we Francji. Przyjął święcenia kapłańskie 29 lipca 1962. Pełnił funkcję przełożonego wspólnoty redemptorystów w Vallegrande.
15 kwietnia 1978 został mianowany biskupem pomocniczym La Paz, ze stolicą tytularną Apisa maggiore; sakry biskupiej udzielił mu 8 czerwca 1978 w Vallegrande kardynał José Clemente Maurer, arcybiskup Sucre, także redemptorysta. Biskup Terrazas Sandoval brał udział w sesjach Światowego Synodu Biskupów w Watykanie, m.in. w sesji specjalnej poświęconej Kościołowi w Ameryce (listopad-grudzień 1997). W styczniu 1982 przeszedł na stolicę biskupią Oruro, rządy w nowej diecezji objął w marcu 1982. Pełnił funkcje przewodniczącego (1985–1991, 1998–2005 oraz 2009-2012) i wiceprzewodniczącego Konferencji Episkopatu Boliwii. W lutym 1991 został arcybiskupem Santa Cruz de la Sierra.
W lutym 2001 Jan Paweł II wyniósł go do godności kardynalskiej, nadając tytuł prezbitera S. Giovanni Battista de'Rossi. W październiku 1992 uczestniczył w IV konferencji generalnej Episkopatów Latynoamerykańskich w Santo Domingo (Dominikana), a we wrześniu 2004 reprezentował Jana Pawła II (w charakterze specjalnego wysłannika) na X Narodowym Kongresie Eucharystycznym Argentyny w Corrientes.
25 maja 2013 papież Franciszek przyjął jego rezygnację z urzędu złożoną ze względu na wiek. Jego następcą został dotychczasowy koadiutor - arcybiskup Sergio Gualberti.
Uczestnik konklawe 2005 i konklawe 2013 roku.